# تيتسويا يامازاكي
تيتسويا يامازاكي (باليابانية: 山崎 哲也) (25 يوليو 1978 في شيزوكا في اليابان – )؛ هو لاعب كرة قدم ياباني سابق كان يلعب كمدافع.

## وصلات خارجية
- تيتسويا يامازاكي على موقع رابطة كرة القدم اليابانية للمحترفين (اليابانية)
- تيتسويا يامازاكي على موقع قاعدة بيانات كرة القدم.إي يو (الإنجليزية)
- تيتسويا يامازاكي على موقع عالم كرة القدم.نت (الإنجليزية)